# Pešavar
Pešavar (paštu: پېښور‎; hindko: پِشور; urdu: پشاور‎; engleski. Peshawar; perzijski پیشاور „pogranični grad“) je glavni grad pakistanske provincije Hajber-Pahtunva s 1,970,042 stanovnika (2017.), a sa širom okolicom ima 4,269,079 stanovnika.
Prije podjele Britanske Indije zvao se Purušapura, od sanskrtske riječi Pušpapura, što je značilo „grad cvijeća“. Pešavar se nalazi u velikoj dolini blizu istočnog ulaza u klanac Hajber, između iranske visoravni i doline Inda. To je strateška lokacija na raskršću puteva koji vode prema Središnjoj Aziji i Južnoj Aziji.
Ima jedno državno i jedno privatno sveučilište. Pored keramike, u gradu se najviše proizvode proizvode tekstil i cipele.
Pešavar po Köppenovoj klasifikaciji ima polusuhu klimu s vrlo vrućim ljetima i blagim zimama, koje počinju sredinom studenoga i traju do kasnog ožujka. Ljetni mjeseci su od svibnja do rujna. Srednje najviše dnevne temperature u toku ljeta prelaze 40 °C, dok je srednja minimalna temperatura 25 °C. Srednja minimalna dnevna temperatura u toku zime iznosi 4 °C, a maksimalna 18 °C.
Za razliku od većega dijela Pakistana, Pešavar ne leži u zoni monsuna. Kiše ima i ljeti i zimi.

## Povijest
Grad su osnovali prije oko 2,000 godina kraljevi Gandhara i duže vrijeme je bio trgovačko središte između indijskog potkontinenta, Afganistana i središnje Azije. Pešavar je bio istočna granica Kušanskog Carstva, a 1275. godine grad je posjetio Marko Polo.
Babur, osnivač Mogulskoga Carstva sagradio je u Pešavaru tvrđavu 1530. godine. Kasnije je, tijekom izgradnje ceste Delhi – Kabul započeo daljnji razvoj Pešavara.
Godine 1834. u Pešavar su upali Sikhi pod vođstvom maharadže Randžita Singa i zapalili su veliki dio grada. Sikhi su upravljali gradom preko 30 godina. Nakon raspada Sikhskoga Carstva, Britanci su preuzeli kontrolu.
Pred teroristički napad 11. rujna 2001. godine, Osama bin Laden bio je u jednom pešavarskom hotelu, u kojemu su bili smiješteni i drugi teroristi.

## Stanovništvo
Građani Pešavara većinom su Paštuni, iranski narod nastanjen u južnoj i jugozapadnoj Aziji. Paštuni čine značajnu nacionalnu grupu i većinski narod u pakistanskoj provinciji Hajber-Pahtunva. Paštuni žive i u Afganistanu, gdje su također značajna etnička grupa. Druga najveća grupa su Hindkovanci. Pored njih, u gradu žive desetine tisuća Tadžika, Hazara, Uzbeka, Iranaca i drugih.
Zbog Afganistanskoga građanskoga rata i sovjetske invazije u 1980-ima, veliki broj izbjeglica došao je u Pešavar. Od 2007. godine, napravljeni su novi kampovi za prihvat izbjeglica u Pešavaru. U dijelu grada Hajatabad nalazi se puno izbjeglica iz Afganistana.